# Eurycope canariensis
Eurycope canariensis là một loài chân đều trong họ Munnopsidae. Loài này được Wilson miêu tả khoa học năm 1982.